# セヴェノーラ (小惑星)

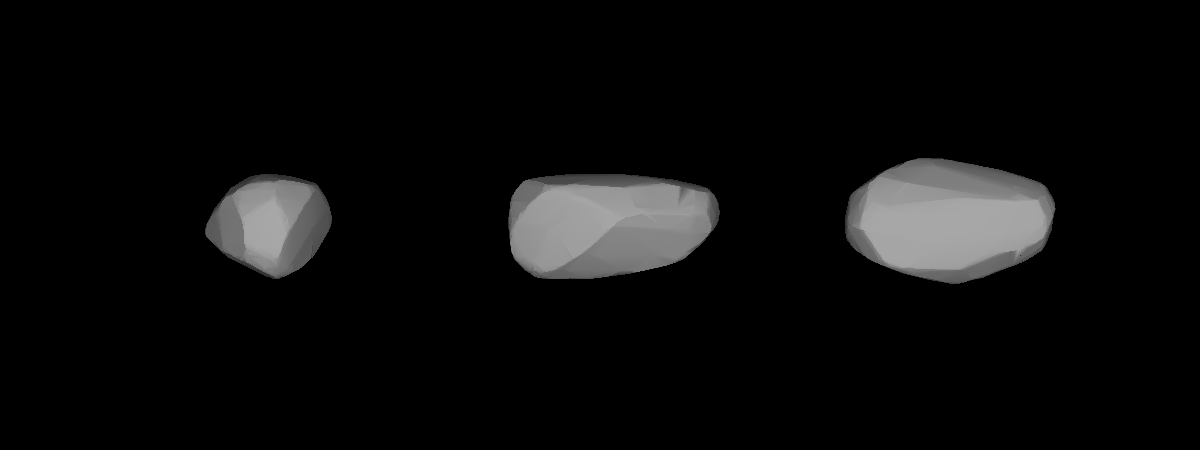
光度曲線を元に算出したセヴァノーラの3D模型図

セヴェノーラ (1333 Cevenola) は、小惑星帯（エウノミア族）に位置する小惑星の一つ。フランスの天文学者、オデット・バンシロンがアフリカ北部のアルジェ天文台で発見した。
フランスのセヴェンヌ山脈 にちなんで名付けられた。直径およそ15 km。
2008年10月に衛星の発見が報告された。軌道などはまだわかっていない。

### 注
1. ↑  仮符号1934 DA{{{2}}}。
2. ↑  命名の語源は山脈の名前を地方語オック語読みしたもので、その地方の女性を指す呼び方／形容詞 cevenòla。フランス語読みするとcévenole である[9]。